# Comprensión por diseño
La comprensión por diseño, o CpD, es una aproximación de planificación educativa. CpD es un ejemplo de diseño en retrospectiva, la práctica de observar resultados con el fin de diseñar planes de estudio, evaluaciones de desempeño e instrucción en el aula. CpD se centra en la enseñanza para lograr la comprensión. Es defendido por Jay McTighe y Grant Wiggins en su Comprensión por Diseño (1998), publicado por la Asociación de Supervisión y Desarrollo Curricular. La comprensión por diseño y CpD son marcas registradas de la Asociación de Supervisión y Desarrollo Curricular (ASCD).

## Diseño en retrospectiva
La comprensión por diseño se basa en lo que Wiggins y McTighe llaman "diseño en retrospectiva" (también conocido como "planificación retrospectiva"). Los profesores, según los defensores del CpD, tradicionalmente inician una planificación del plan de estudios con las actividades y los libros de texto en lugar de identificar objetivos de aprendizaje en el aula y planificación de esos objetivos. En cuanto al diseño en retrospectiva, el maestro comienza con los resultados del aula y luego planifica el plan de estudios, selecciona las actividades y materiales que ayudan a determinar la capacidad del estudiante y a fomentar el aprendizaje de los estudiantes.
El enfoque del diseño en retrospectiva tiene tres etapas. La etapa 1 es la identificación de los resultados deseados para los estudiantes. Esto puede utilizar normas de contenido básico o normas estatales. La etapa 1 define que "los estudiantes comprenderán que..." y enumera preguntas esenciales que guiarán al alumno hacia la comprensión. La etapa 2 son las estrategias de desempeño del aprendizaje. La etapa 3 es el listado de actividades de aprendizaje que dirigirá a los estudiantes hacia los resultados deseados.

## La enseñanza para la comprensión
En su artículo sobre la ciencia de la educación, Smith y Siegel sostienen "que la educación tiene como objetivo la transmisión de conocimientos: los estudiantes son educados para poder llegar a conocer las cosas". Mientras que un estudiante puede saber mucho sobre un tema en particular, los profesores de todo el mundo están comenzando a impulsar a sus estudiantes a ir más allá de un simple recuerdo. Aquí es donde la comprensión juega un papel importante. El objetivo de la enseñanza para la comprensión es dar a los estudiantes las herramientas para tomar lo que saben, y lo que van a saber, y hacer una conexión consciente entre las ideas. En un mundo lleno de datos, los maestros son los únicos capaces de ayudar a los estudiantes a aprender un número pequeño de ideas y hechos. Como tal, es importante que podamos dar a los estudiantes las herramientas necesarias para descifrar y entender las ideas. Esta transferibilidad de las competencias está en el corazón de McTighe y en la técnica de Wiggins. Si un estudiante es capaz de transferir las habilidades que aprenden en el aula a situaciones desconocidas, ya sea académicas o no académicas, se dice que pueden comprender verdaderamente.
La enseñanza para la comprensión se ha utilizado como un marco para el desarrollo de la alfabetización de los estudiantes de TESOL, ver Pearson y Pellerine (2010) 